# Marfa Apraxina
Marfa Matvejevna Apraxina (ryska: Ма́рфа Матве́евна Апра́ксина), född 1664 i Moskva, död 31 december 1715 [11 januari 1716] i S:t Petersburg, var Rysslands kejsarinna (tsaritsa) mellan februari och maj 1682, som gift med tsar Fjodor III i hans andra äktenskap. 

## Biografi
Marfa Apraxina var dotter till förvaltaren Matvej Vasilyevitj Apraksin och Domna Bogdanovna Apraksina. Martha hade tre bröder: Peter, Fjodor och Andrej, som senare blev framträdande statsmän.
Fjodor III blev änkeman 1681, och hans gunstling Ivan Yazykov arrangerade då ett äktenskap med Marfa Apraxina; hon var släkt med Ivan Yazykov, som ville stärka sin ställning på detta sätt. Bröllopet ägde rum i februari 1682 i Kreml. 
Marfa Matveevna var tsaritsa i bara 71 dagar: från 15 februari (25) till 27 april (7 maj), 1682. Äktenskapet blev barnlöst och blev möjligen inte fullbordat. Nio dagar efter bröllopet blev hon änka. 
Marfa Apraxina gifte aldrig om sig utan levde resten av sitt liv på underhåll från statskassan. Hon bodde i sitt eget palats i först Moskva och sedan Sankt Petersburg. Hon höll sig utanför alla former av politiska frågor och lyckades hålla sig väl och förbli respekterad av både sin svåger Peter den store själv och resten av tsarfamiljens medlemmar. 
Marfa höll sig till den gamla tron trots Peter den stores samhällsreformer. Hon var den sista medlemmen av tsarfamiljen som begravdes enligt gammal rit.